# 20e corps d'armée (1870-1871)
Pour les articles homonymes, voir 20e corps d'armée.
Pour le corps recréé en 1898 et actif jusqu'en 1940, voir 20e corps d'armée (France).

Le 20e corps d'armée (20e CA) est un corps de l'Armée française, qui a participe à la guerre franco-allemande de 1870.
Il est mis sur pied en novembre 1870 par le vice-amiral Fourichon, délégué au ministère de la Marine et à celui de la Guerre par intérim, pour renforcer l'Armée de la Loire. En décembre, il est rattaché à l'Armée de l'Est.

## Les chefs du20ecorpsd'armée
- 21 octobre 1870 : général Cambriels
- 8 novembre 1870 : général Crouzat
- 16 décembre 1870 : général Clinchant

## Composition
- 1re division d'infanterie
  - 1re brigade :
    - 50e de marche
    - 55e mobiles du Jura
    - 11e mobiles de Haute-Loire

  - 2e brigade :
    - 67e mobiles de Haute-Loire
    - Un bataillon de mobiles de Saône-et-Loire
    - Francs-tireurs du Haut-Rhin

  - Artillerie :
    - Trois batteries de canons de 4

  - Génie :
    - une section

  - Cavalerie :
    - 2e régiment de lanciers de marche

- 2e division d'infanterie
  - 1re brigade :
    - 25e bataillon de chasseurs de marche
    - 34e Mobiles (Deux-Sèvres)
    - Un bataillon de mobiles de la Savoie

  - 2e brigade :
    - 3e zouaves de marche
    - 68e mobiles (Haut-Rhin)

  - Artillerie :
    - Deux batteries de 4

  - Génie :
    - une section

  - Cavalerie :
    - 7e régiment de chasseurs de marche

- 3e division d'infanterie
  - 1re brigade :
    - 47e de marche
    - Mobiles de la Corse
    - Une compagnie d'éclaireurs

  - 2e brigade :
    - 5 bataillons de mobiles (Pyrénées-Orientales, Vosges, Meurthe)
    - Deux compagnies de francs-tireurs

  - Artillerie :
    - Deux batteries de 4

  - Génie :
    - une compagnie (ouvriers volontaires de Tours)

  - Cavalerie :
    - 6e régiment de cuirassiers de marche

- Artillerie de réserve : Quatre batteries de 12, une batterie de mitrailleuses

## Historique
- Bataille de Beaune-la-Rolande (28 novembre)[1]
- Retraite d'Orléans (4 décembre)[2]
- Bataille d'Héricourt (15-17 janvier)